# Breviceps mossambicus
Espèce
Synonymes
- Engystoma granosum Cuvier, 1829
- Breviceps mitchelli Hoffman, 1944

Statut de conservation UICN

 LC  : Préoccupation mineure
Breviceps mossambicus est une espèce d'amphibiens de la famille des Brevicipitidae.

## Répartition
Cette espèce se rencontre jusqu'à 1 800 m d'altitude, :
- dans l'est de l'Afrique du Sud ;
- au Swaziland ;
- au Mozambique ;
- au Zimbabwe ;
- au Malawi ;
- en Zambie ;
- dans le Sud-Est du Congo-Kinshasa ;
- dans l'est de la Tanzanie.

Sa présence est incertaine au Lesotho, au Botswana et en Angola.

## Description
Breviceps mossambicus mesure en moyenne 34 mm pour les mâles et 46 mm pour les femelles. Cette espèce a la face dorsale brune, gris très foncé, brun rougeâtre ou rose pâle. Elle présente une grande tache irrégulière de chaque côté de la ligne vertébrale au niveau des membres antérieurs ainsi que d'autres taches indistinctes de couleur jaune pâle, blanchâtre, rose ou rouge vermillon selon la teinte prédominante du dos. Parfois, et ce essentiellement chez les mâles, on observe d'épaisses vermiculations au niveau de sa tête.

## Étymologie
Son nom d'espèce lui a été donné en référence au lieu de sa découverte, l'île de Mozambique.

## Publication originale
- Peters, 1854 : Diagnosen neuer Batrachier, welche zusammen mit der früher (24. Juli und 17. August) gegebenen Übersicht der Schlangen und Eidechsen mitgetheilt werden. Bericht über die zur Bekanntmachung geeigneten Verhandlungen der Königlich preussischen Akademie der Wissenschaften zu Berlin, vol. 1854, p. 614-628 (texte intégral).